# Мосальский, Андрей Семёнович
Князь Андрей Семёнович Мосальский (ум. около 1573)— голова и воевода во времена правления Ивана IV Васильевича Грозного.
Сын князя Семёна Михайловича Старого Мосальского. Имел братьев: князей Василия Семёновича Кольцо (родоначальник князей Кольцовы-Мосальские), Романа и Петра Семёновичей.

## Биография
Голова войск правой руки в Казанском походе рекою Окою (1544). Пожалован в состав московского дворянства (1550). Написан в 3-ю статью московского списка (1551). Подписался на поручной записи по князю Ивану Дмитриевичу Бельскому в 100 рублях (20 марта 1562). Воевода на Солове и Полове (1564—1566). Подписался в числе дворян 1-й статьи на приговорной грамоте духовных особ, бояр, окольничих и прочих лиц — о походе войной на Польшу (2 июля 1566). Второй воевода в Кореле (1570). Первый воевода в Кореле (1572—1573).

## Критика
В Бархатной книге и у Н. Е. Бранденбурга ошибочно значится с отчеством — Васильевич. В "Описании документов и бумаг хранящихся в Московском архиве министерства юстиции", при перечислении лиц, отчисленных в состав столичного дворянства (1550) записан с отчеством — Семёнович, что подтверждается и другими историческими документами и изысканиями. В роде князей Мосальских в XIX колене от Рюрика, имеются два князя с тождественными именами и отчеством — князь Василий Семёнович Кольцо и князь Василий Семёнович Ус, что создаёт затруднения в деле отнесения к названным князьям исторических сведений.